# 高田汐織
高田 汐織（たかだ しおり、1992年9月26日 - ）は、北海道旭川市出身の元バスケットボール選手である。ニックネームは「サク」。ポジションはガード。

## 来歴
西御料地小学校でバスケを始め、緑が丘中学校を経て、札幌山の手高校へ進学。2年次にウィンターカップ3位となり、3年次にはインターハイ・国体も合わせた高校三冠に輝いた。
卒業後の2011年、デンソーに入社。同年にはU-19世界選手権日本代表に選出される。
2017年、富士通レッドウェーブに移籍。2019年3月引退。
2020年、日立ハイテク クーガーズのサポートスタッフに就任。2021年からアシスタントコーチ。2025年退団。

## 経歴
- 札幌山の手高校 - デンソー（2011年〜2017年） - 富士通（2017年～2019年）

## 日本代表歴
- 2011 U-19世界選手権